# Kaap Griend

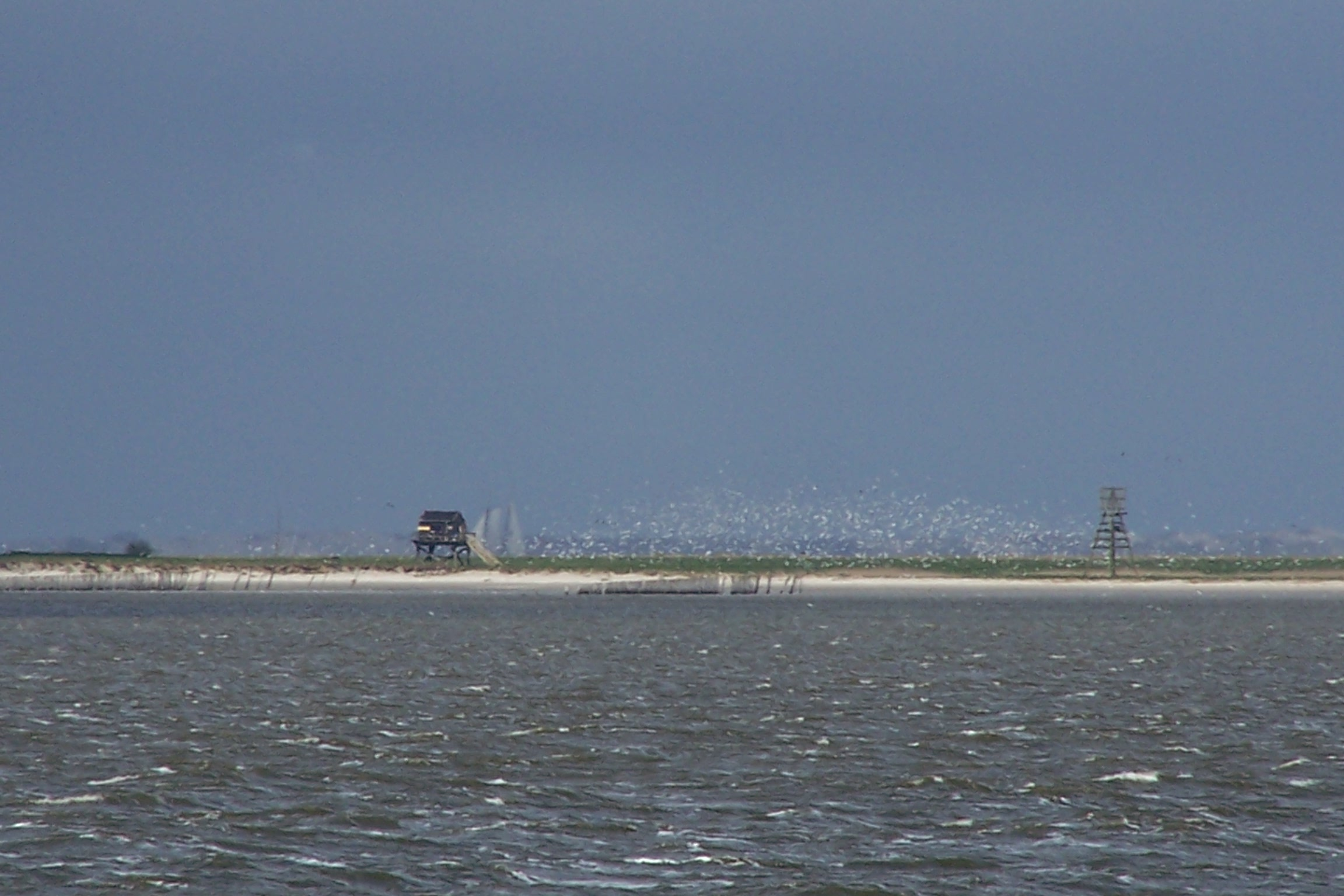
Griend met de Kaap Griend rechts

Kaap Griend is een kaap op de zandplaat Griend in de Waddenzee, behorende tot de Nederlandse gemeente Terschelling. 
De kaap is gemaakt van hout en heeft een driehoekige vorm.